# Vaunthompsonia cristata
Vaunthompsonia cristata är en kräftdjursart som beskrevs av Charles Spence Bate 1858. Vaunthompsonia cristata ingår i släktet Vaunthompsonia och familjen Bodotriidae. Inga underarter finns listade i Catalogue of Life.